# Mancommunauté Espadán-Mijares
 (juin 2024).
Si vous disposez d'ouvrages ou d'articles de référence ou si vous connaissez des sites web de qualité traitant du thème abordé ici, merci de compléter l'article en donnant les références utiles à sa vérifiabilité et en les liant à la section « Notes et références ».

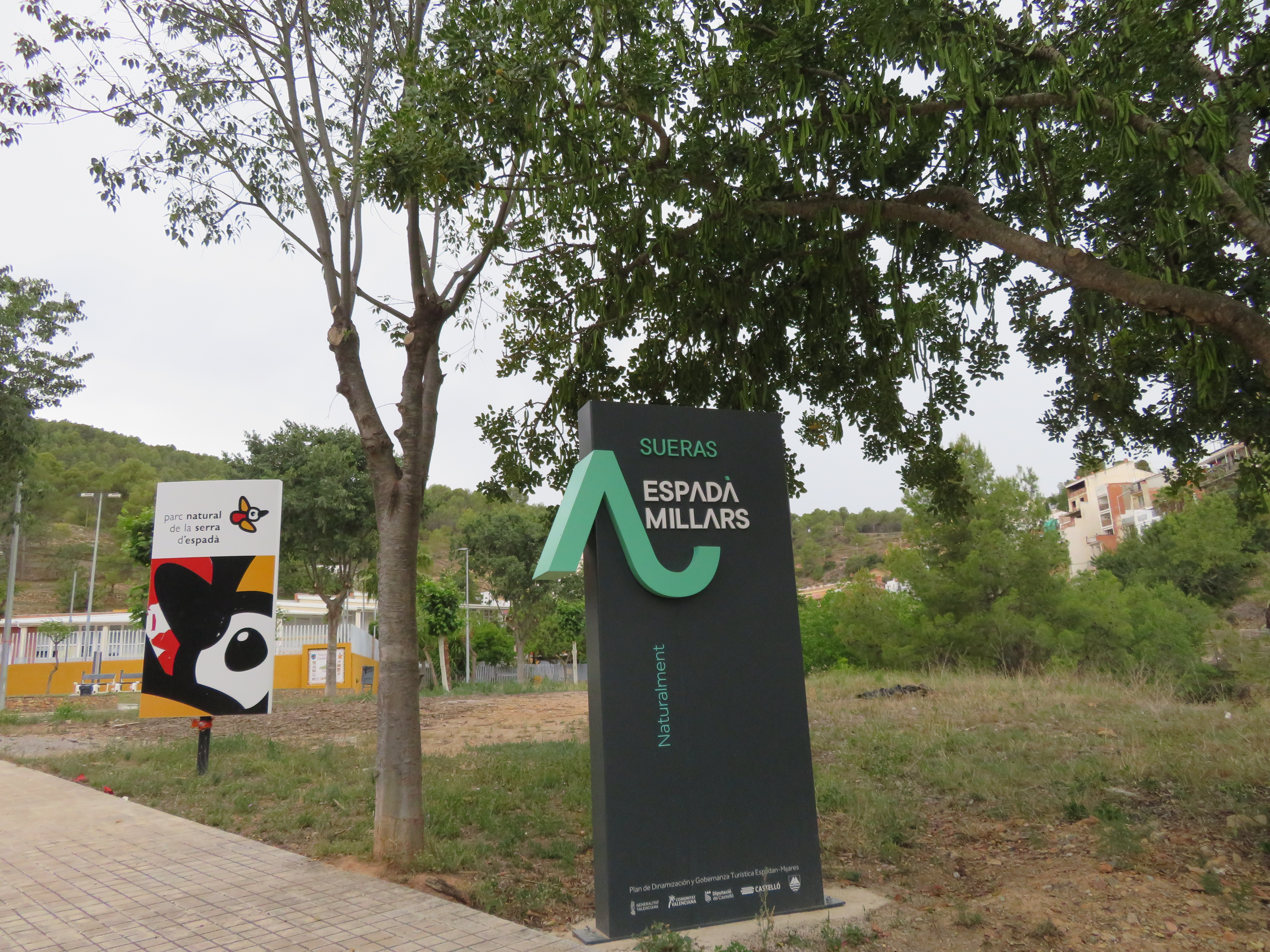
Sueras/Suera, Mancommunauté Espadán--Mijares.

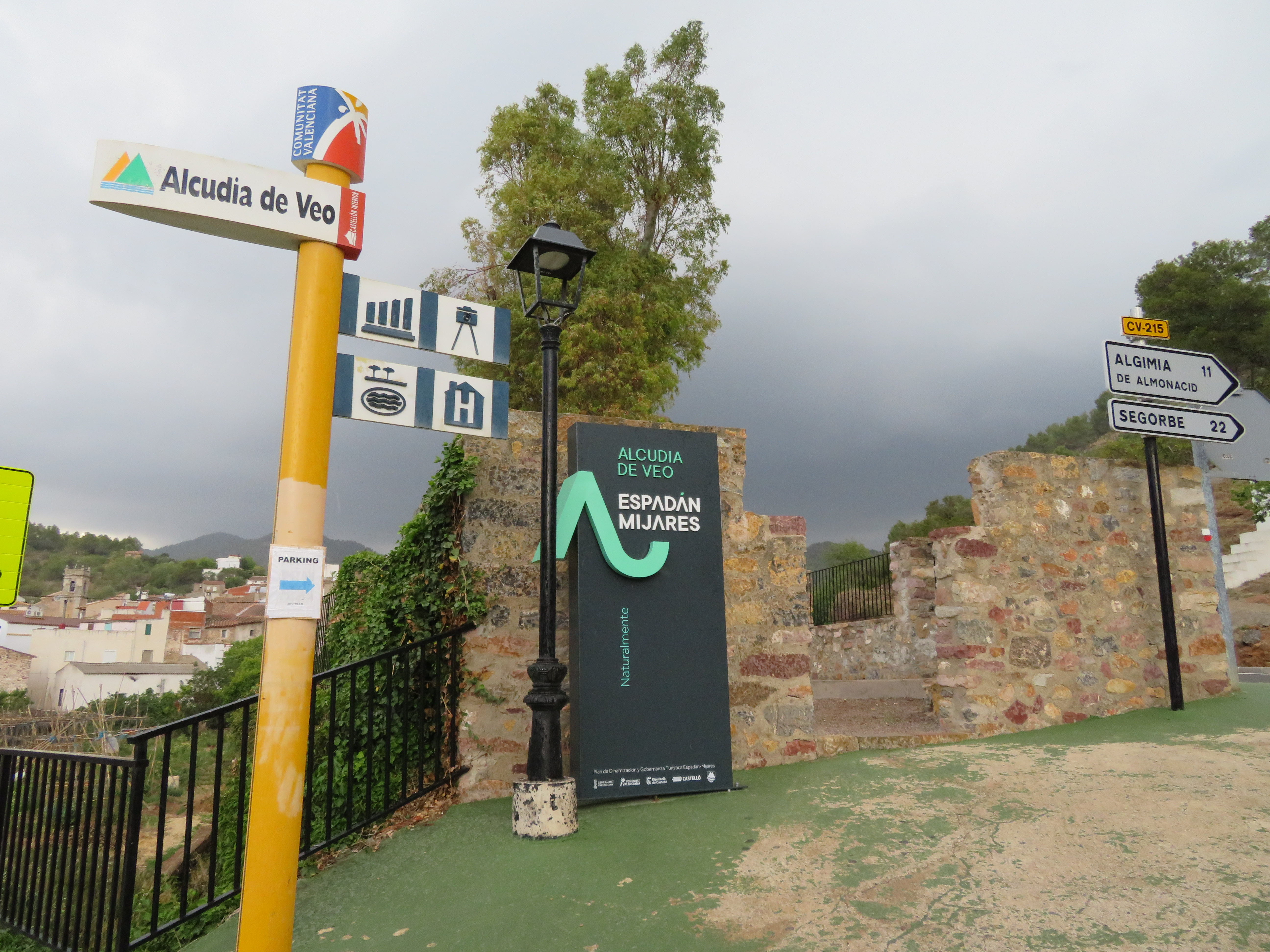
Alcudia de Veo, Mancommunauté Espadán--Mijares.

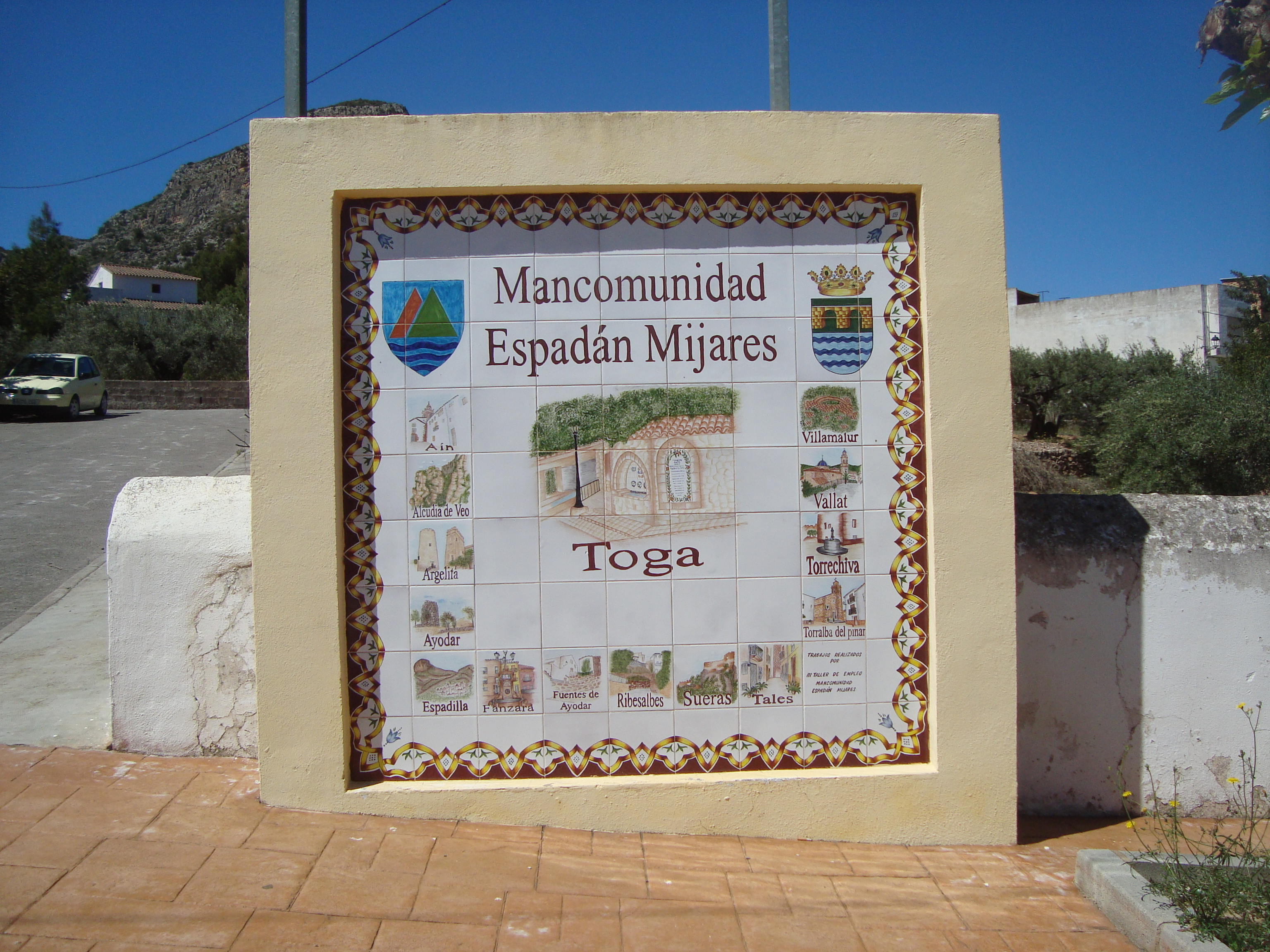
Toga, Mancommunauté Espadán--Mijares.

La Mancommunauté Espadán-Mijares (en valencien et officiellement Mancomunitat Mancomunitat Espadà-Millars) regroupe 8 communes espagnoles appartenant à la Province de Castellón.

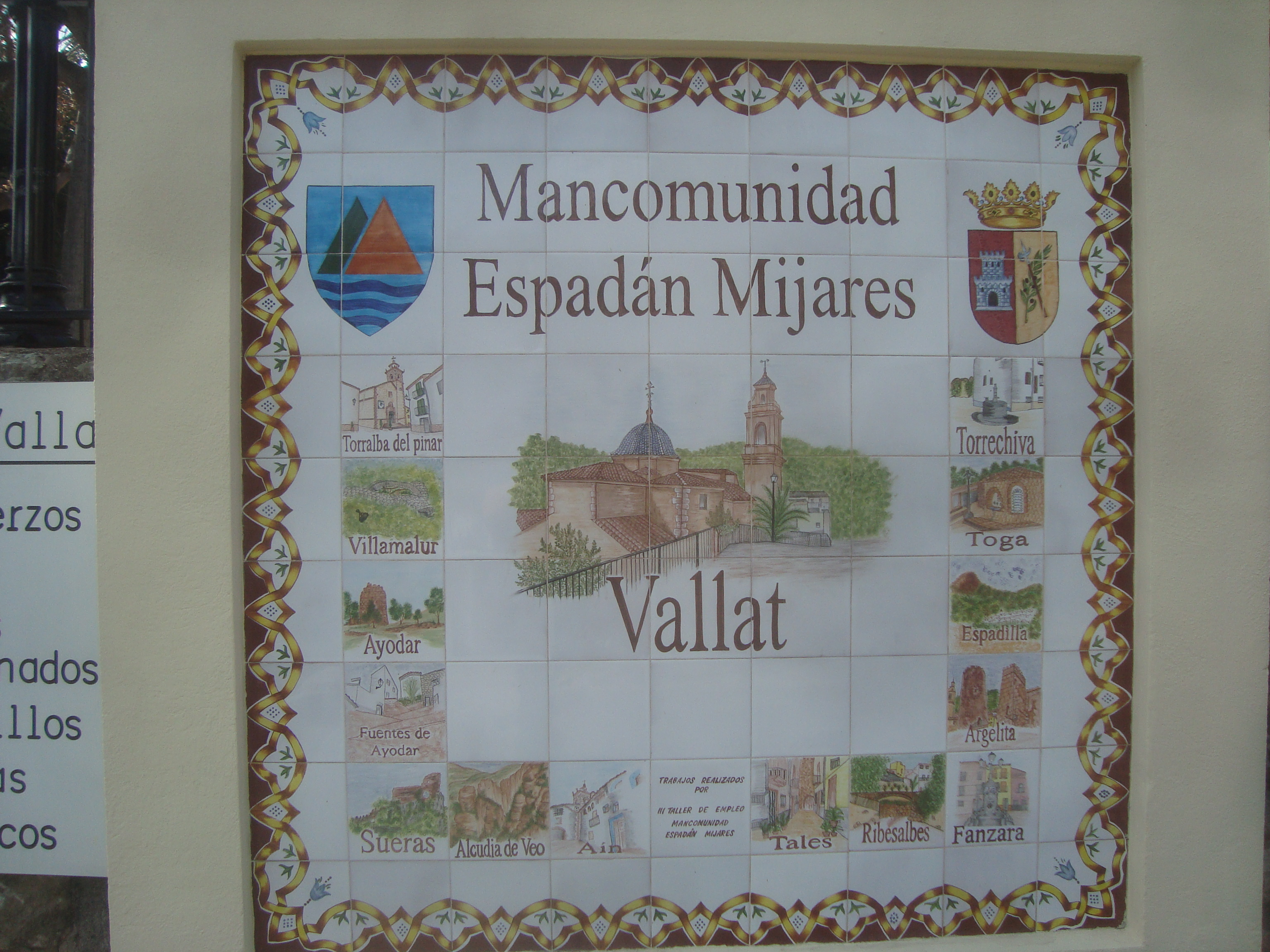
Vallat, Mancommunauté Espadán--Mijares.

## Communes
- Aín
- Alcudia de Veo
- Argelita
- Ayódar
- Espadilla
- Fanzara
- Fuentes de Ayódar
- Ribesalbes
- Sueras/Suera
- Tales
- Toga
- Torralba del Pinar
- Torrechiva
- Vallat
- Villamalur

## Compétences
Ses compétences concernent :
- Défense de l'environnement et équilibre écologique.
- Services d'assistence et équipement.
- Services éducatifs, culturels, sportifs et de loisir.
- Services sanitaires.
- Asesoramiento jurídico, técnico y administrativo.
- Services sociaux et promotion de l'emploi.
- Promotion du tourisme.
- Soutien du développement commercial, industriel, agricole et de l'élevage.
- Voies de communication et transports publics.
- Moyens sociaux de l'information.